# Ray Treacy
Ray Treacy (Derry, 18 giugno 1946 – Dublino, 10 aprile 2015) è stato un allenatore di calcio e calciatore irlandese originario dell'Irlanda del Nord, di ruolo attaccante.
Ha debuttato in Nazionale il 4 maggio 1966 contro la Germania Ovest (0-4).

## Palmarès

### Giocatore

#### Competizioni nazionali
- Coppa di Lega inglese: 1

West Bromwich: 1965-1966
- Coppa d'Irlanda: 1

Shamrock Rovers: 1977-1978

### Allenatore

#### Competizioni nazionali
- Campionato irlandese: 1

Shamrock Rovers: 1993-1994